# サーベイヤー計画

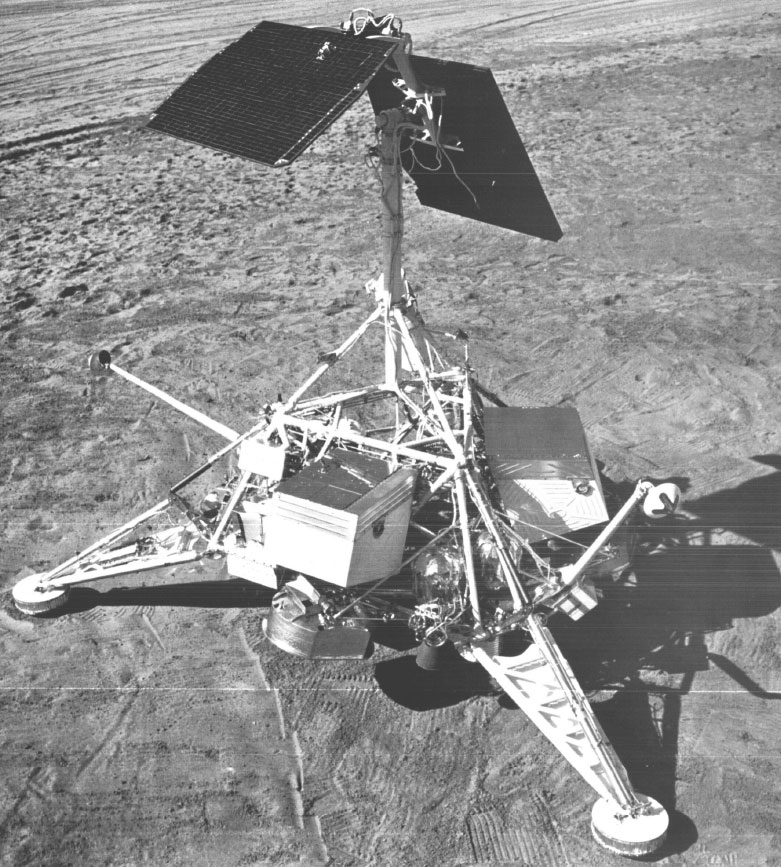
サーベイヤー探査機。地球上で撮影。

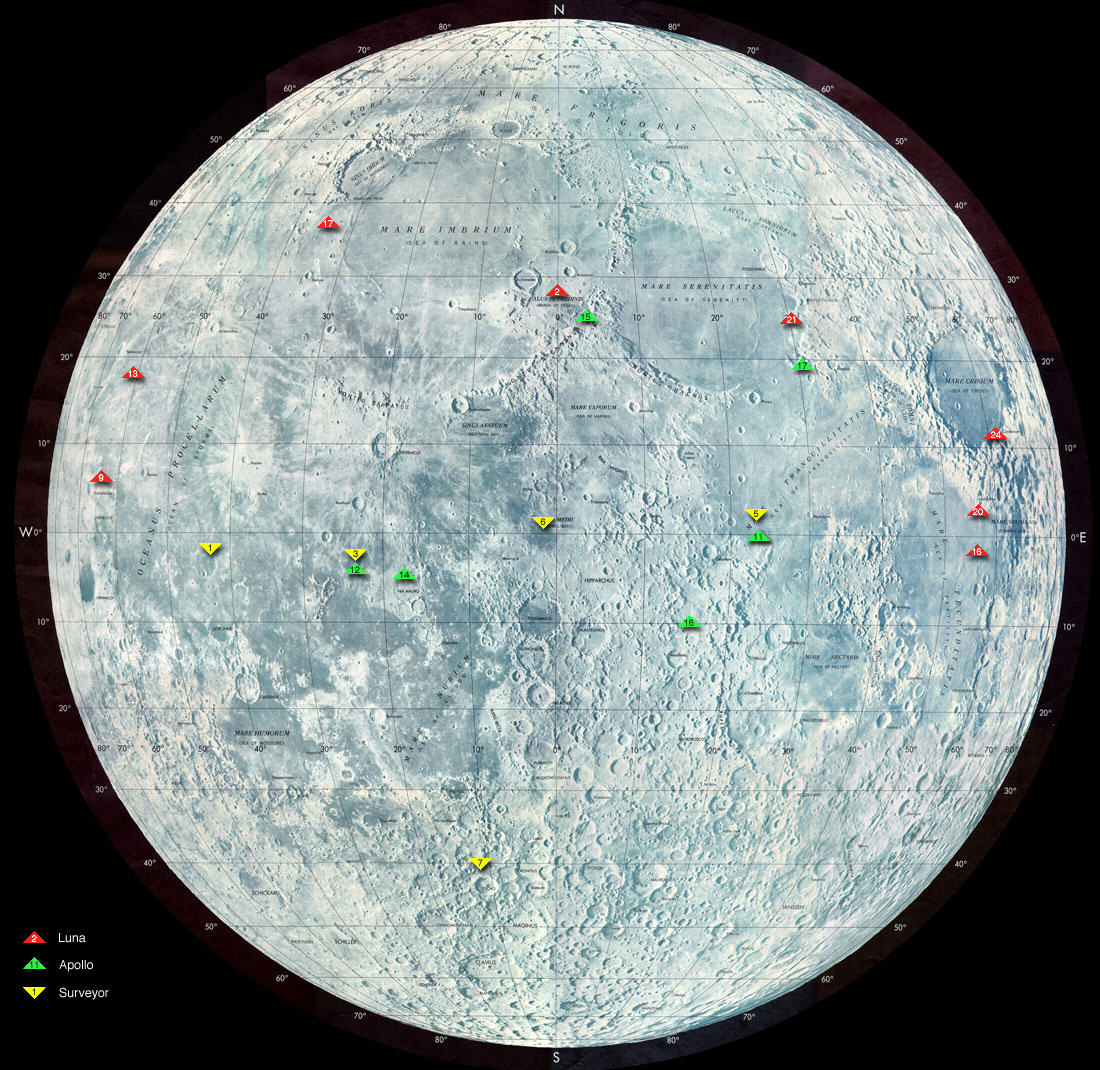
月面における着陸場所。黄色がサーベイヤー計画。

サーベイヤー計画（サーベイヤーけいかく、英語: Surveyor program）は、アメリカ航空宇宙局が行った無人月探査計画。1966年から1968年に7機が打ち上げられた。

## 概要
レインジャー計画に引き続き、有人月探査計画のアポロ計画に先行するものとして、月における各種調査や軟着陸技術の開発を行うものであった。開発はジェット推進研究所が中心となって行われた。
探査機は3本の着陸脚と逆噴射エンジンを用い、月面に軟着陸するようになっていた。着陸後は太陽電池とロボットアームにより、地表の調査などを行った。
1号は1966年6月、嵐の大洋に着陸し以後6週間にわたり1万1237枚の写真を地球に送信した。
2号は同年9月コペルニクス・クレーターの南西に落下、着陸失敗に終わる。
3号は翌年4月に嵐の大洋に着陸。その後2週間かけて電動ショベルにより約20cm月面を掘削する様子をテレビカメラで撮影し、月面の土が地球の湿った砂に似ていることが判明した。後にアポロ12号が3号から400m離れた地点に着陸し、3号の部品を地球に持ち帰った。
4号は1967年7月に着陸失敗。
5号は同年9月静かの海に着陸。キュリウム252の放射線による月面物質の化学分析を行い玄武岩に似ていることを調べた。
6号は同年11月、中央の入江に着陸。写真撮影などの調査の後、制御用エンジンにより月面から2.5m上昇し、離陸の試験を行った。
7号は1968年1月、月の南半球の高地にあるティコ・クレーターの近くに着陸し、高地の写真撮影と地質調査を行った。サーベイヤー計画はこの7号で完了し、月面が有人月着陸船の着地、つまりアポロ計画に支障がないことが確認された。

## 一覧
| 名称            | 打上げ        | 結果                                       |
| --------------- | ------------- | ------------------------------------------ |
| サーベイヤー1号 | 1966年5月30日 | 6月2日 嵐の大洋に着陸                      |
| サーベイヤー2号 | 1966年9月20日 | 9月23日 コペルニクス・クレーター付近に衝突 |
| サーベイヤー3号 | 1967年4月17日 | 4月20日 嵐の大洋に着陸                     |
| サーベイヤー4号 | 1967年7月14日 | 7月17日 中央の入江付近に衝突               |
| サーベイヤー5号 | 1967年9月3日  | 9月11日 静かの海に着陸                     |
| サーベイヤー6号 | 1967年11月7日 | 11月10日 中央の入江に着陸                  |
| サーベイヤー7号 | 1968年1月7日  | 1月10日 ティコ・クレーターに着陸           |